# حاکمیت قانون

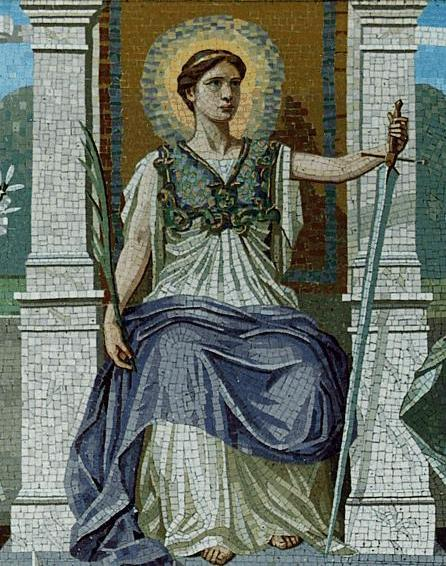
موزاییکی که نمایانگر هر دو جنبه قضایی و قانونی قانون است. زن بر تخت شمشیر برای تنبیه مجرمان و شاخه خرما برای پاداش شایسته در دست دارد. شکوه سر او را احاطه کرده است و اغتشاش مینروا نشان دهنده زره عدالت و خرد است.

حاکمیت قانون (به انگلیسی: Rule of Law) (به فرانسوی: État de droit) قاعده‌ای کلی در حقوق عمومی است که به موجب آن تصمیمات حکومتی بر اساس اصول شناخته‌شدهٔ حقوقی (اثبات گرایی حقوقی) یا (حقوق طبیعی) گرفته می‌شوند.
بحث از قانون، چه به‌عنوان ابزار حکومت و چه به‌عنوان ابزاری برای کنترل حکومت، دغدغه مشترک صاحب‌نظران حوزه‌های فلسفی، حقوقی و سیاسی بوده‌است. در سنت حقوقی-سیاسی غرب، حاکمیت قانون در تقابل با حکومت شخص معنا شده‌است. بر این اساس حاکمان باید بر مبنای نظریه مشروطه‌خواهی و در حیطه نظم مبتنی بر قانون اساسی، به شیوه‌ای رفتار کنند که رفتار آنان سازگار با قانون اساسی و محدود به رویه‌هایی باشد که عموم مردم از آن مطلع‌اند.
نکته حایز اهمیت در اینجا منشأ قانون است. قانون، حسب گرایش‌ها مختلف منشأ گوناگون دارد. برای مثال چنان‌که بیان شد، طرفداران حقوق تحققی یا حقوق وضعی یا حقوق اثباتی بر آنند که قانون اراده حاکم است و چیزی والاتر از آن نیست. هر چه حاکم بخواهد قانون است و لازم‌الاجرا. اما طرفداران مکتب حقوق طبیعی بر آنند که برخی حقوق لاینفک برای انسان به واسطه انسان بودنش وجود دارد که بر تمامی حکام حاکم است و وظیفه اصلی حاکم کشف این مقررات و اجرای آن است. در دوران معاصر اثر این نظر را در ایجاد حقوق بشر جهانی می‌توان یافت یعنی حداقل قواعدی که انسان امروزی به واسطه بشر بودنش دارد مانند آن که شهروندان باید از بازداشت خودسرانه و تفتیش بی‌دلیل منازل یا مصادره اموالشان در امان باشند.
شهروندان متهم به جنایت، سزاوار محاکمه سریع و علنی هستند و حق دارند که با شاکیانشان مخالفت یا از ایشان سؤال نمایند. اگر این افراد محکوم شوند، مجازات بی‌رحمانه و غیرمعمول برای آنان در نظر گرفته نمی‌شود.
شهروندان را نمی‌توان به اجبار وادار به شهادت بر ضد خودشان نمود. این اصل، از شهروندان در برابر اعمال فشار، سوء استفاده یا شکنجه حمایت می‌کند و اقدام پلیس را به چنین رفتارهایی به شدت کاهش می‌دهد.
به هر حال، حاکمیت قانون دارای یک معنای عام است و یک معنای خاص. در معنای عام، یعنی وجود نظم در کشور؛ به عبارت دیگر، وقتی افراد جامعه به گونه‌ای مشابه و با رعایت هنجارهای مشترک رفتار نمایند، به معنای آن است که قانون حاکم است. در معنای مضیق تر به معنای اجرای قوانین موضوعه و قوانینی که مجلس و مقامات صالح کشور وضع کرده‌اند، به نحوه درست و در راستای اجرای هدف آن قانون. در عمل، حاکمیت قانون بدان معنا است که هیچ فردی، چه رئیس‌جمهور و چه یک فرد عادی از قانون بالاتر نیست. حکومت‌های مردم سالار، قدرت را از طریق قانون به کار می‌بندند و خود ملزم به اطاعت از آن هستند.
قوانین باید در جهت خواسته‌های مردم و نه هوس شاهان، زورگویان، مقامات نظامی، رهبران مذهبی یا احزاب خود گماشته باشد.
مردم در حکومت‌های مردم سالار مشتاق پیروی از قانون هستند، چرا که از قواعد و دستورها خودشان اطاعت می‌کنند. هنگامی که قانون توسط مردمی گذاشته می‌شود که باید از آن اطاعت کنند به نطر می‌رسد عدالت به بهترین نحو ممکن برقرار می‌شود.
میزان آزادی یک جامعه را می‌توان با درصد جمعیتی که زیر حاکمیت قانون هستند، سنجید. برای مثال در انگلستان حتی پادشاه نیز خود را فرا تر از قانون نمی‌بیند و برای به کرسی نشاندن حرف خود به دنبال راهکارهای قانونی می‌گردد.
برای حاکمیت قانون، یک دستگاه قدرتمند و مستقل قضایی لازم است که دارای اختیار، اقتدار، دارایی و اعتبار لازم جهت زیر سؤال بردن مقامات حکومتی و حتی سران عالی‌رتبه در برابر قوانین و دستورها مملکتی باشد. (لذا اهمیت تفکیک قوا که یادگار برجسته منتسکیو می‌باشد در این‌جا مشخص می‌شود)
از این رو قضات باید بسیار تعلیم دیده، متبحر، مستقل و بی‌طرف و البته هنرمندانی ماهر باشند. هنر قاضی در نحوه تفسیر درست قوانین و اجرای مناسب آن نمایان خواهد شد. البته آنان برای انجام وظیفه ضروری شان در نظام قانونی و قضایی باید به اصول مردم سالاری پایبند باشند.
قوانین حکومت مردم سالار ممکن است سرچشمه‌های گوناگونی از قبیل: قانون‌های اساسی مکتوب، مصوبات و قواعد، تعالیم مذهبی و اخلاقی و آداب و رسوم فرهنگی داشته باشند. قوانین، بدون در نظر گرفتن منشأهایشان باید برای حفاظت از حقوق و آزادی‌های مردم پیش‌بینی‌های لازم را به عمل آورند:
از آن جا که شرط قانون، حمایت یکسان از همگان است، نمی‌تواند تنها برای یک فرد یا گروه قابل اجرا باشد.

## تاریخچه حاکمیت قانون
شکلر در مقاله «نظریه سیاسی و حاکمیت قانون»، سابقه تاریخی طرح ایده‌های نظام‌مند مربوط به حاکمیت قانون را از زمان ارسطو می‌داند. بدین ترتیب، سنت حاکمیت قانون منشعب از سنت مشروطه عهد باستان است.
در برخی نظرات سیاسی حاکمان بالاتر از قانون قرار داشتند چنان‌که افلاطون برای مثال فلاسفه را در شهر فرضی خود بالاتر از قانون می‌دانست یا ژان بدن نه دقیقاً بلکه دربرداشت غالب چنین نظری داشت. اما دوران درازی از تاریخ بشریت، حاکمان و قانون در یک ردیف قرار داشتند ــ قانون به سادگی چیزی بود که حاکم می‌خواست. (این امر به مکتب اثباتی حقوق معروف است که برخی آغازگر آن را در دوران جدید هابز می‌دانند) لیکن در گرایش سوم و مدرن تر حاکم در بند قانون بود. نخستین گام در جهت فاصله گرفتن از استبداد حاکمان، نظر حاکمیت به وسیله قانون بود که مفهوم پایین‌تر بودن حاکم از قانون و الزام او برای حاکمیت از راه‌های قانونی را شامل می‌شد. حکومت‌های مردم سالار با ایجاد حاکمیت قانون، در این راه فراتر رفتند. هرچند هیچ جامعه‌ای بدون مشکل نیست، اما حاکمیت قانون از حقوق سیاسی، اجتماعی و اقتصادی حمایت می‌کند.